# René Cotton
Pour les articles homonymes, voir Cotton.
René Cotton, né le 19 février 1914 à Sainte-Colombe-lès-Vienne (Rhône) et décédé le 25 juillet 1971 à Paris (de longue maladie), était un ancien pilote automobile français de rallyes, de courses de côte  et sur circuits, ayant exercé des responsabilités sportives au sein de l'entreprise Citroën durant les années 1960.

## Biographie
Sa carrière en compétition se déroula tout au long de la décennie précédente. 
Dès 1951 il disputa les Mille Miglia sur Renault 4CV avec Jacques Blanchet. Il évolua ensuite rapidement -et essentiellement- sur Delahaye et Panhard jusqu'en 1956 (parfois Salmson en 1955-56), passant alors en cours de saison sur Maserati (avec Georges Guyot) et Mercedes 300 SL, voiture qu'il conduira encore en 1957.
Il participa également aux 24 Heures du Mans à cinq reprises entre 1954 et 1959 sur Panhard et Deutsch-Bonnet (essentiellement avec André Beaulieux (de); enregistrés initialement en juin 1960 sur la DB officielle de Lelong (de) et van der Bruwaene avec Vinatier, les deux pilotes ne roulèrent finalement pas).
Directeur de l’Ecurie-Paris-Île-de-France entre 1958 et 1963 – qui reposait alors sur des engagements de voitures privées Citroën lors d'épreuves de rallyes –, il entra officiellement chez ce constructeur durant la même année 1963, un Service Compétition entité en tant que telle étant « légalisé » lors du rallye Safari kényan en 1965.
Sa femme Marlène lui succédera après son décès.

## Palmarès

### Pilote

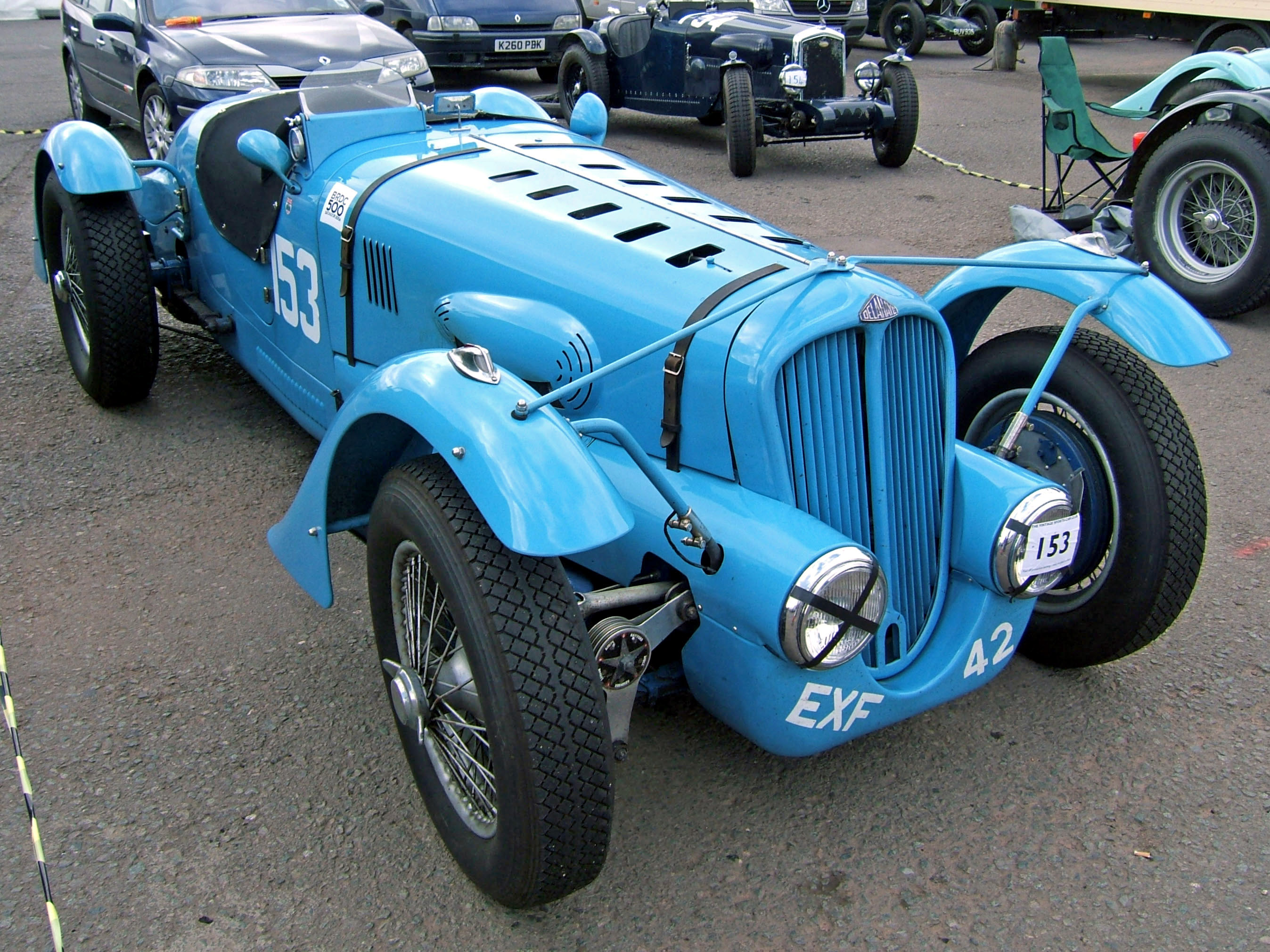
Une Delahaye 135 « compétition spécial » à châssis court.

- Tour de Sicile en 1954 : vainqueur de classe 750 cm3 (sur Panhard Dyna X);
- Course de côte du Mont Ventoux en 1956 (sur Mercedes-Benz);
- Rallye du Limousin en 1957 (sur Mercedes-Benz);
- Deux victoires – de classe – aux 24h de Francorchamps[1];
  - 2e du prix de Marseille en 1955 (sur Salmson);
  - 2e du rallye Lyon-Charbonnières en 1956 (sur Salmson);
  - 4e du tour de France automobile en 1956 (sur Mercedes 300 SL);
  - 8e du grand prix de Monaco en 1952 (sur Delahaye 135 CS, hors championnat officiel);
  - 9e des 24 heures du Mans 1959 (sur barquette DB, avec victoire à l'indice de performance associé à Louis Cornet (pl)[2]);

### Titres acquis par Citroën sous son ère («officieuse et officielle»)
- Championnat d'Europe des rallyes en 1959, avec Paul Coltelloni (sur ID 19);
- Championnat de Finlande des rallyes en 1962, avec Pauli Toivonen (sur DS 19);
- Championnat de France des rallyes en 1963, avec René Trautmann (sur DS 19);
- Championnat international de Belgique des rallyes en 1963, avec Lucien Bianchi (sur DS 19);
- Championnat de France des rallyes féminin en 1963, avec Claudine Bouchet (sur DS 19)[3];
- Championnat de France des rallyes féminin en 1967, avec Lucette Pointet (sur DS 19);
  - Place de vice-champion d'Europe des rallyes en 1960 pour R. Trautmann;
  - Place de vice-champion de France des rallyes catégorie Tourisme en 1962 et 1964 pour R. Trautmann;
  - Place de vice-championne de France des rallyes en 1968 pour Lucette Pointet.

### Principales victoires de Citroën sous son ère («officieuse et officielle»)
- 1959 : Rallye Monte-Carlo;
- 1959 : Rallye de l'Adriatique;
- 1959 : Rallye Pétrole-Provence;

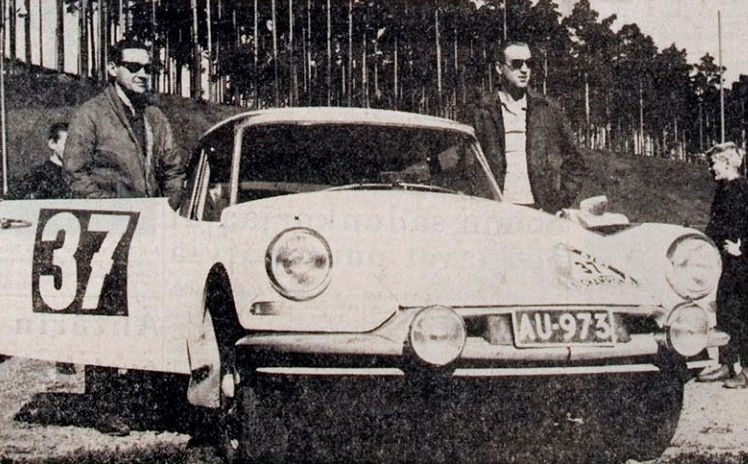
Pauli Toivonen, victorieux lors du rallye de Finlande 1962.

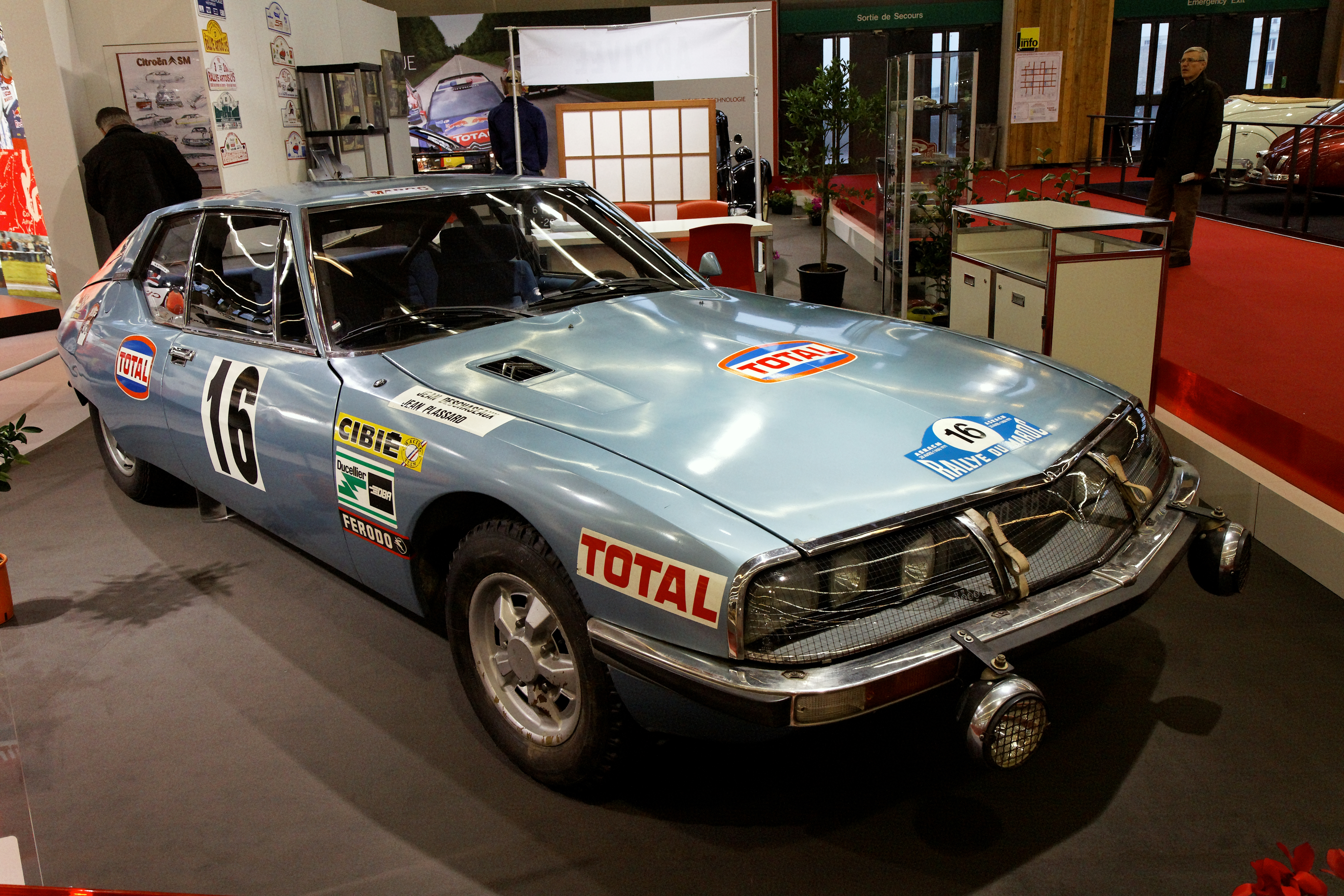
La SM victorieuse en 1971 au Maroc, entre les mains de Jean Deschazeaux.

- 1960 et 1962 : Critérium des Cévennes;
- 1960 : Rallye des Tulipes;
- 1960 : Tour de Belgique;
- 1961 et 1963 : Tour de Corse;
- 1961 : Liège-Sofia-Liège;
- 1962 et 1963 : Critérium Neige et Glace (Grand Tourisme);
- 1962 et 1963 : Critérium Alpin;
- 1962 : Coupe des Alpes (Tourisme);
- 1962 : Rallye des 1000 lacs;
- 1962 : Rallye du Mistral;
- 1963 et 1964 : Rallye du Mont-Blanc (Tourisme);
- 1963 et 1964 : Rallye Fleurs & Parfums;
- 1963 : Rallye des Routes du Nord (Tourisme);
- 1963 : Rallye Lyon-Charbonnières;
- 1963 : Rallye de Lorraine;
- 1963 : Rallye Paris - Saint-Raphaël (féminin);
- 1963 : Rallye Hanki;
- 1969, 1970, et 1971 : Rallye du Maroc (avec son tout dernier succès, le seul sur Citroën SM);
- 1969 : Rallye du Portugal;
- 1970 : Étape européenne du Marathon Wembley-Mexico;
- 1970 : 1re Ronde hivernale internationale sur glace de Chamonix.